# Torre Troyana
(Stefano Giuseppe Incisa - dal "Giornale di Asti", 1806)
La Torre Troyana o Torre dell'orologio è uno dei simboli architettonici della città di Asti. Situata accanto al Palazzo Ducale o del Governatore, prospiciente su piazza Medici, nel Rione San Secondo, è inserita fra le strutture che compongono il mosaico dei "Castelli Aperti" del Basso Piemonte.
Nell'Ottocento la campana della torre segnava le ore e la ritirata per la notte. Era anche il segnale dell'apertura delle scuole. In tempi più remoti, segnalava la chiusura delle botteghe e le punizioni che venivano comminate sulla pubblica piazza.

## L'architettura
Alta 44 metri, è una torre alta a base quadrata di 5,90 metri per lato, a canna chiusa e liscia, terminante con tre fasce delimitate da cornici in pietra, su ogni lato delle quali si aprono ampie bifore.
Termina con una merlatura "ghibellina" a coda di rondine e sopra di essa un pinnacolo sporgente in metallo a copertura dell'orologio ancora funzionante.

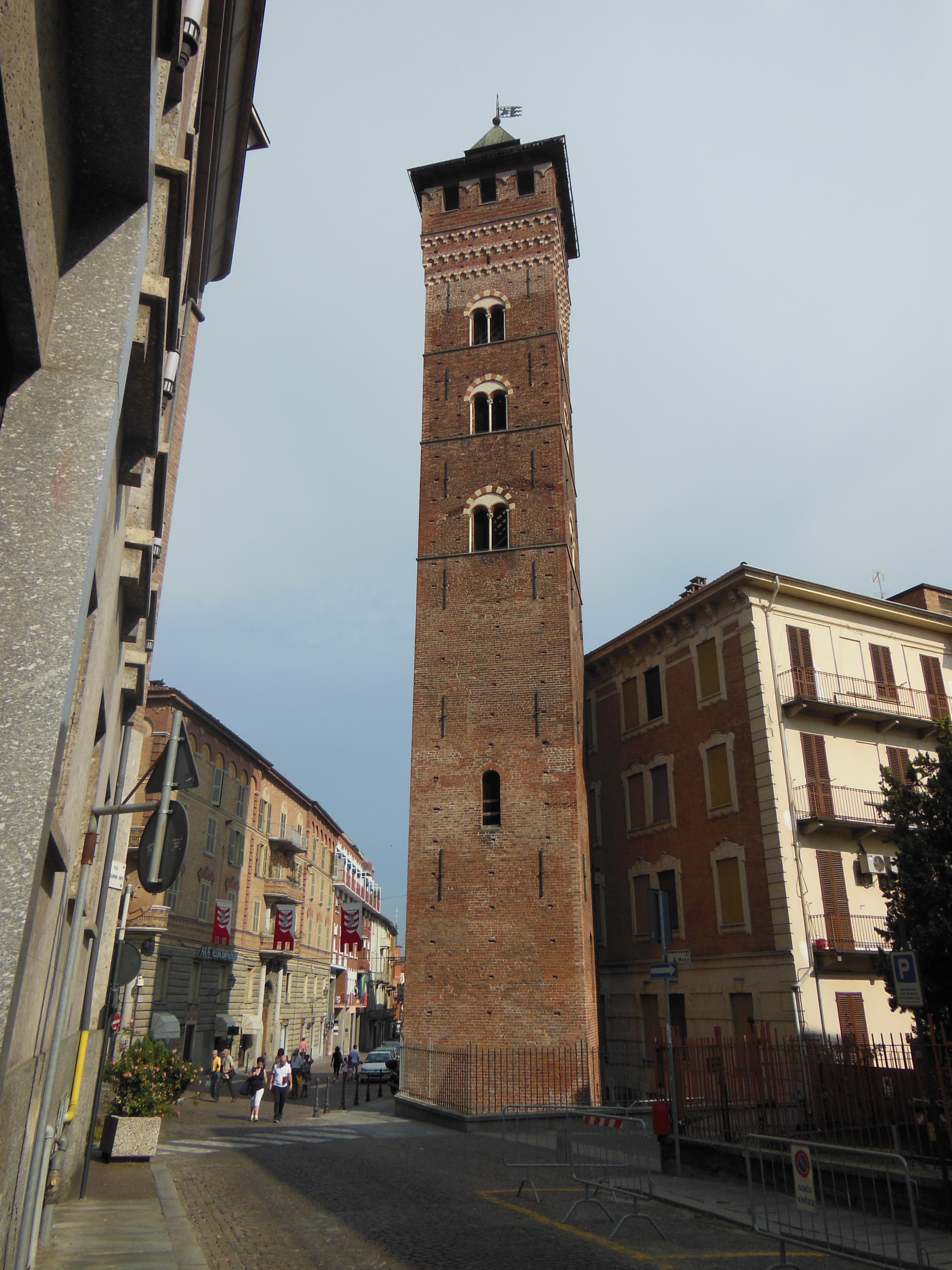
Totale della torre, vista da Via Hope.
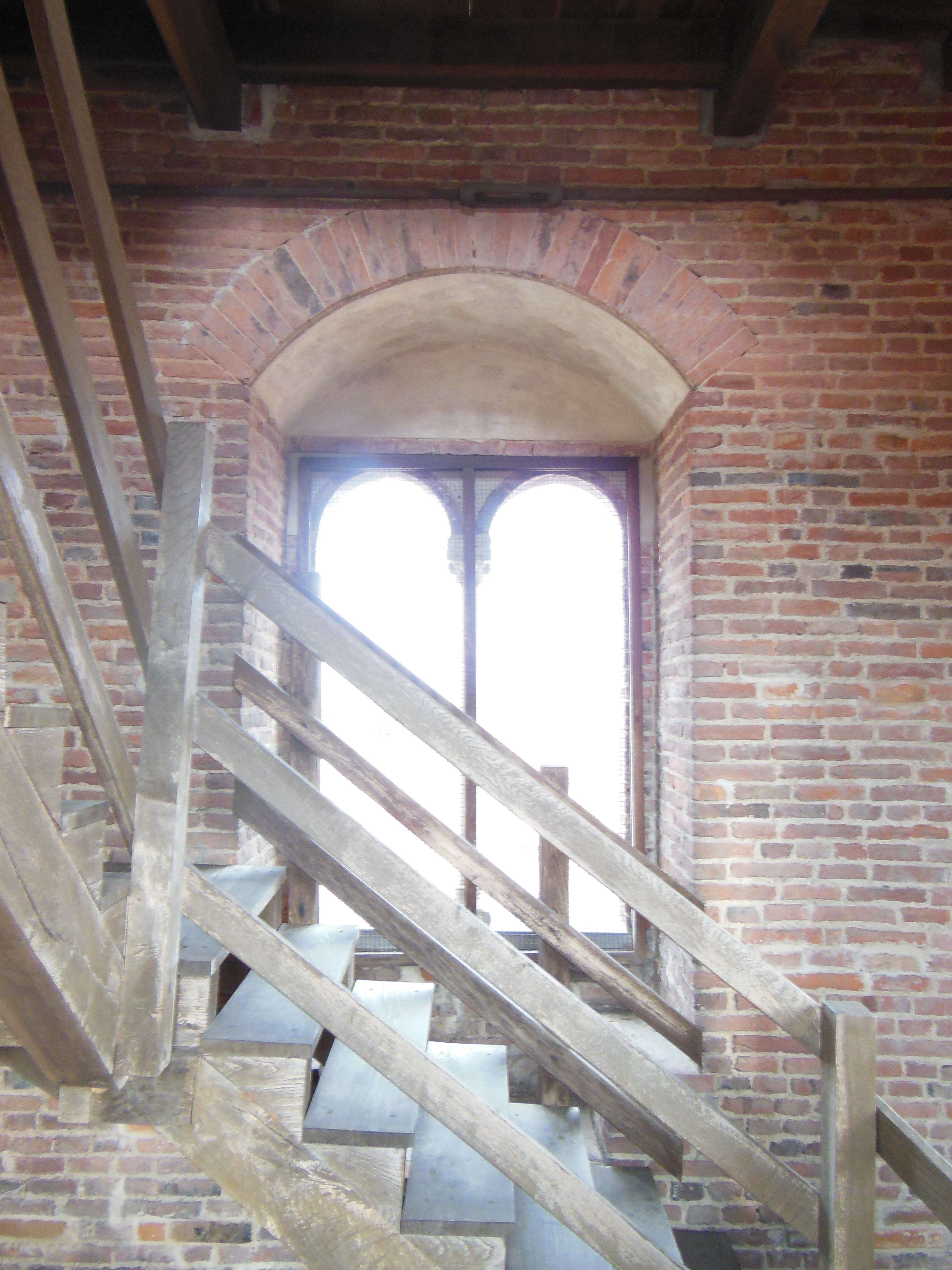
Particolare: bifora vista dalle scale, all'interno della torre.
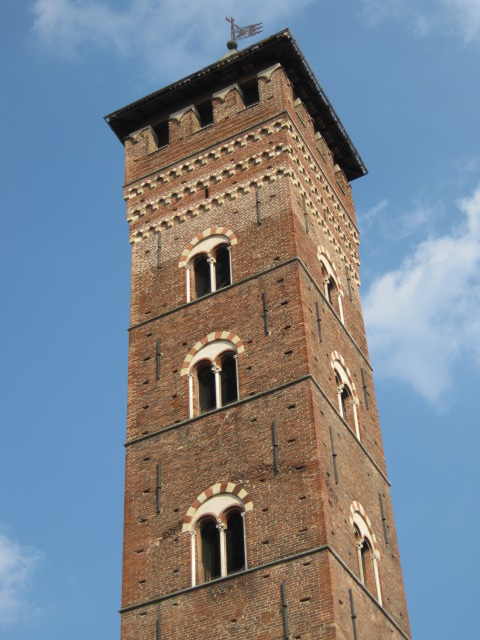
I tre piani di bifore.
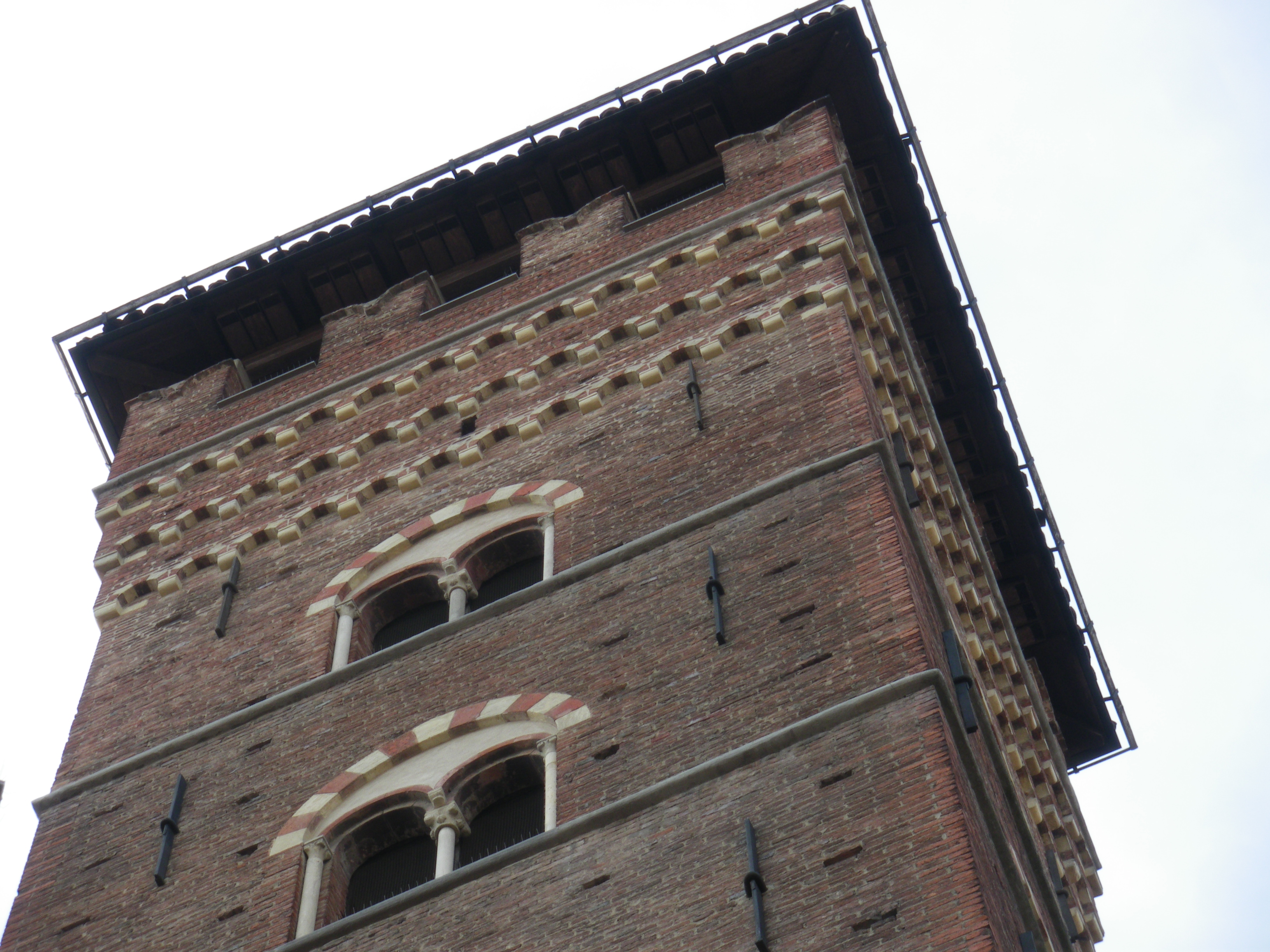
Dettagli delle decorazioni policrome e della merlatura nella parte alta della torre.

## La costruzione

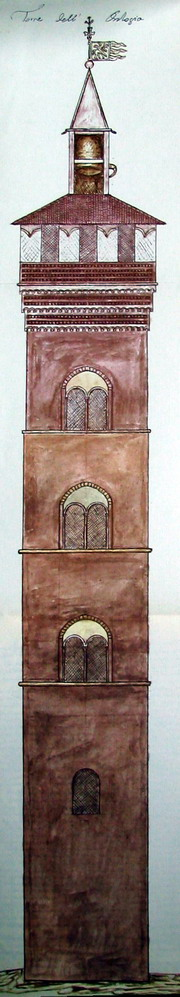
La Torre in un disegno di S.G. Incisa del 1806.

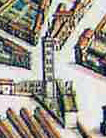
Particolare della Carta di Asti - Theatrum Statuum Sabaudiae, 1682.

La fondazione della parte basale avvenne tra la fine del XII secolo e gli inizi del successivo, secondo le tipologie costruttive tipiche del periodo; non sappiamo chi fossero gli antichi proprietari, con ogni probabilità esponenti dell'antico patriziato consolare sempre più scalzato dal nuovo ceto dirigente cittadino, che fondava le proprie ricchezze sul commercio internazionale, sul cambio e sul prestito. Fu nella prima metà del Duecento che la famiglia Troya, ricca stirpe di banchieri, rilevò la torre ancora incompleta: verso il 1250 avviò la realizzazione dei tre piani di bifore, e in un periodo di poco successivo (tra il 1260 ed il 1280) la completò con il fastoso coronamento merlato "a sporgere". 
L'Incisa afferma che nel 1420 gli Asinari, che ne erano diventati i proprietari, ne fecero dono al Comune di Asti, con l'obbligo di installarvi l'orologio.
In realtà è certo che nella seconda metà del XIV secolo la torre e la pertinente dei Troya furono inglobati nel nuovo grande palazzo in cui i duchi d'Orleans, nuovi signori della Città,  stabilirono la sede dei Governatori di Asti e del suo Stato. Nel 1422 Filippo Maria Visconti, in qualità di reggente della Contea di Asti, trasferì la residenza dei Governatori nel castello nuovo della cittadella, ed assegnò al Comune l'uso del palazzo, in cui furono subito trasferite la sede del Consiglio di Credenza e degli uffici amministrativi. La torre Troyana divenne da allora torre civica: vi fu installato l'orologio già esistente nella precedente torre comunale di piazza San Secondo (poi crollata nel 1680), e nel 1470 per proteggerne i meccanismi dalle intemperie, vennero chiuse le bifore e coperta la cima con l'attuale tetto a spiovente e con la guglia adibita a cella campanaria. L'uso pubblico della torre rimase anche dopo che la sede comunale fu nuovamente trasferita; nel 1560 Emanuele Filiberto di Savoia, conte di Asti, la donava definitivamente alla Città, che ne rimase ininterrotta proprietaria.  Nel 1905, la torre subì il primo restauro, con la riapertura delle bifore ed il consolidamento murario.

## La campana
Anche se la presenza di una campana nella torre risale agli inizi del XV secolo, l'attuale campana del XVI secolo, è tra le più antiche del Piemonte e la più antica tra quelle che svolgono ancora l'attività di scandire le ore della giornata.
Solamente la campana della chiesa di San Giorgio di Chieri (ora però musealizzata) è più antica, risalendo al 1452-1455.
Gli ordinati Comunali astesi del 1531 citano la fusione della nuova campana con riparazione dell'orologio. In un polittico di Gandolfino da Roreto del 1518, ora conservato nella collezione della Cassa di Risparmio di Genova, è raffigurato il patrono della città di Asti san Secondo che tradizionalmente sorregge nella mano sinistra la città. 
Tra gli edifici è facilmente riconoscibile la torre Troyana con tettuccio e pinnacolo come è nella sua forma attuale a conferma dell'avvenuta copertura della campana e dell'orologio.
La campana ha una base di 120 cm di diametro ed un'altezza di 120 cm. Pesa circa 14 quintali ed ha l'intonazione in nota di MI.

Reca un'iscrizione in gotico fiorito in senso antiorario nel primo registro superiore: 
Nel terzo registro superiore sono raffigurati l'arcangelo Michele, la Madonna con il Bambino, una Crocefissione con Madonna e San Giovanni e lo stemma della città con la scritta AST; infine l'immagine della Pietà di Cristo che si erge dal sepolcro.

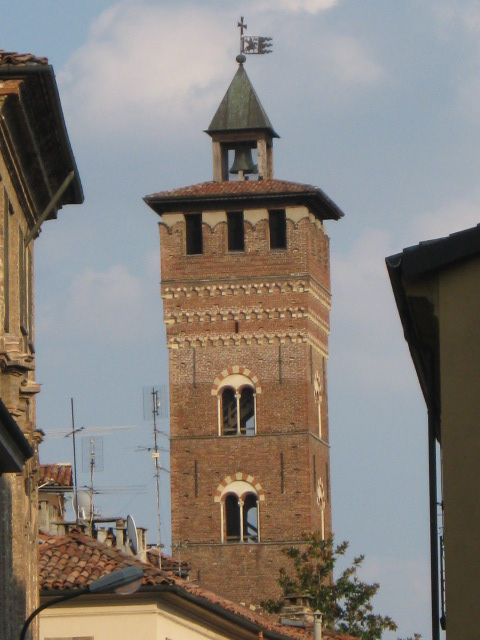
La campana vista dall'esterno della torre.
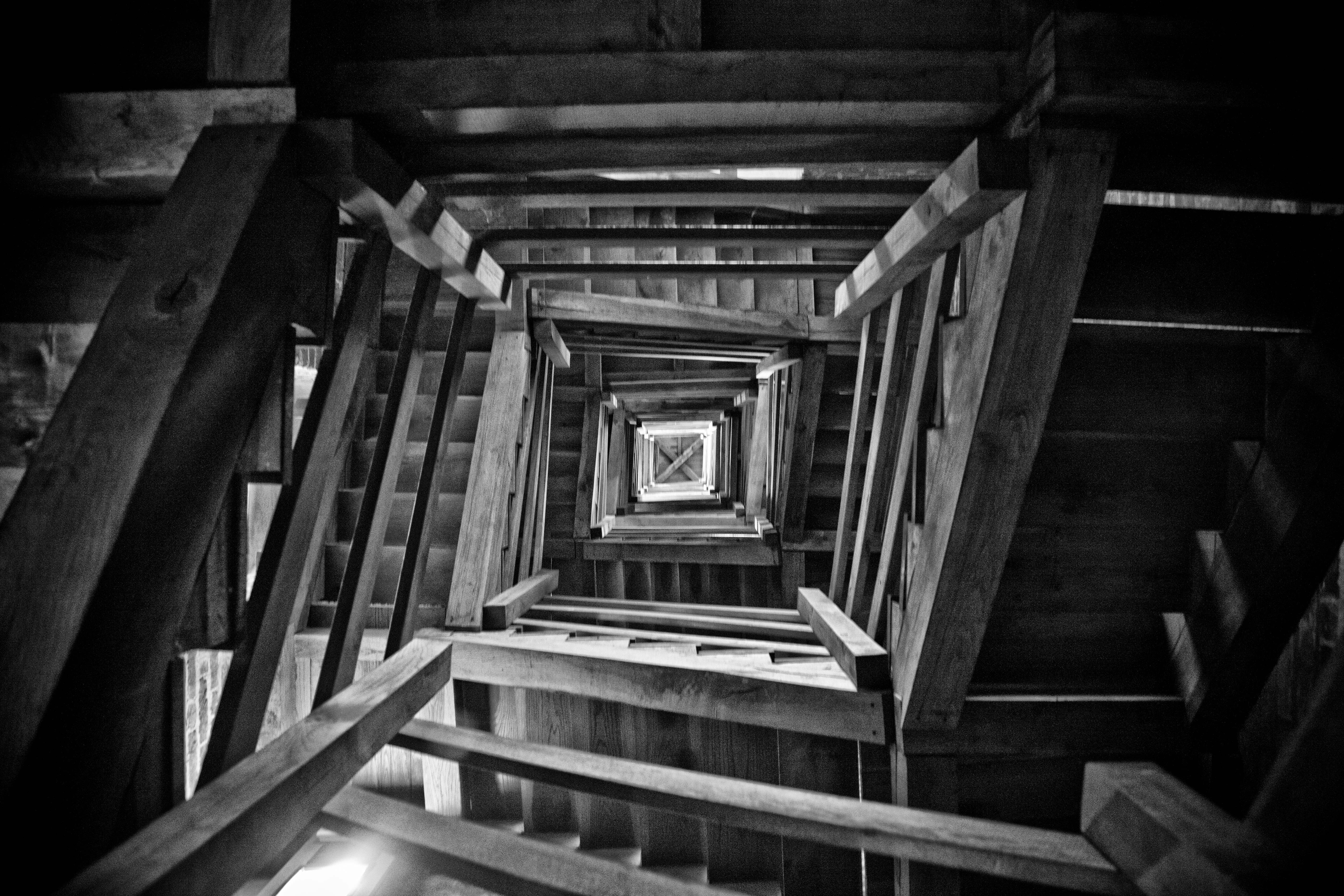
Veduta delle scale dall'interno.
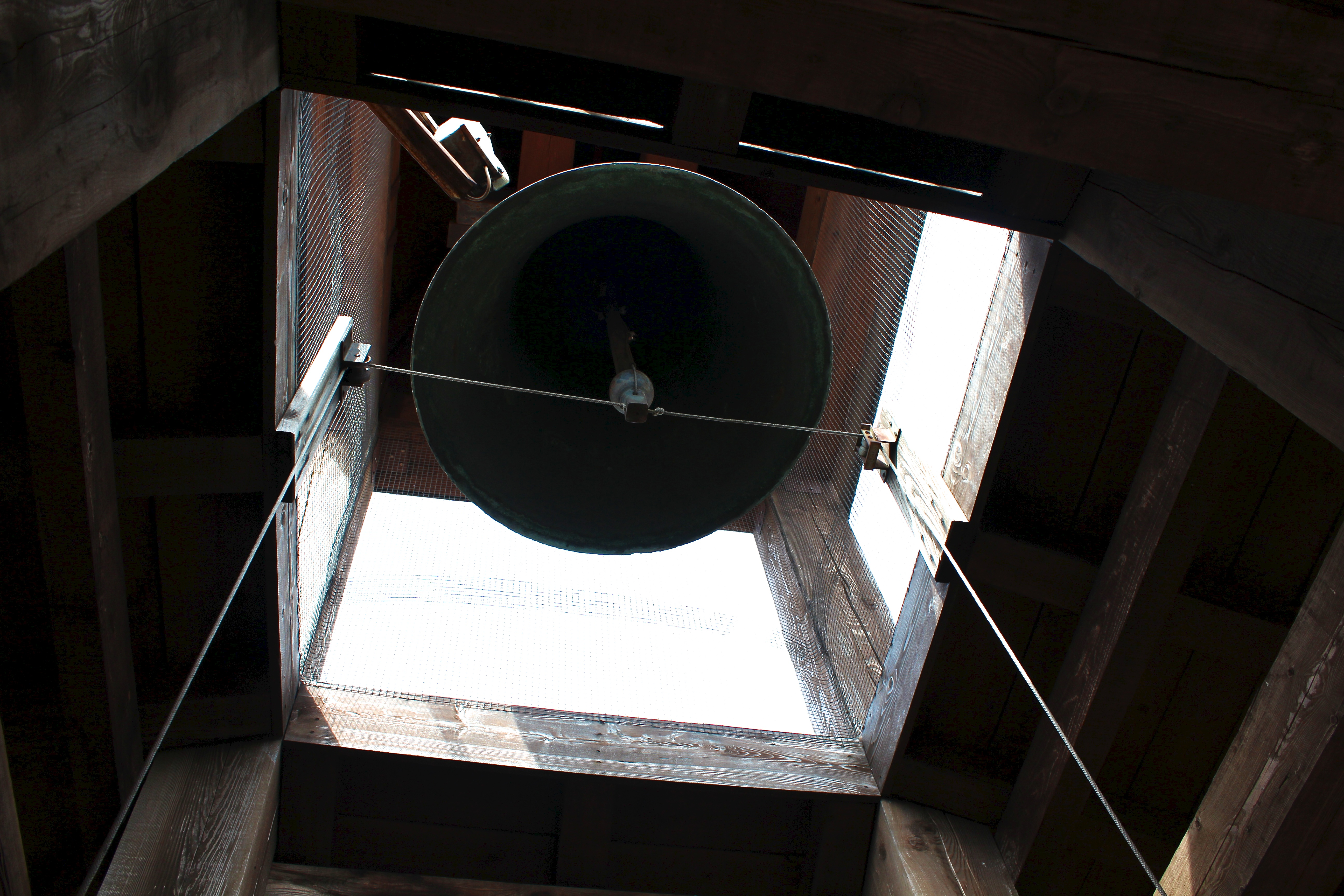
La campana vista dall'interno della torre.
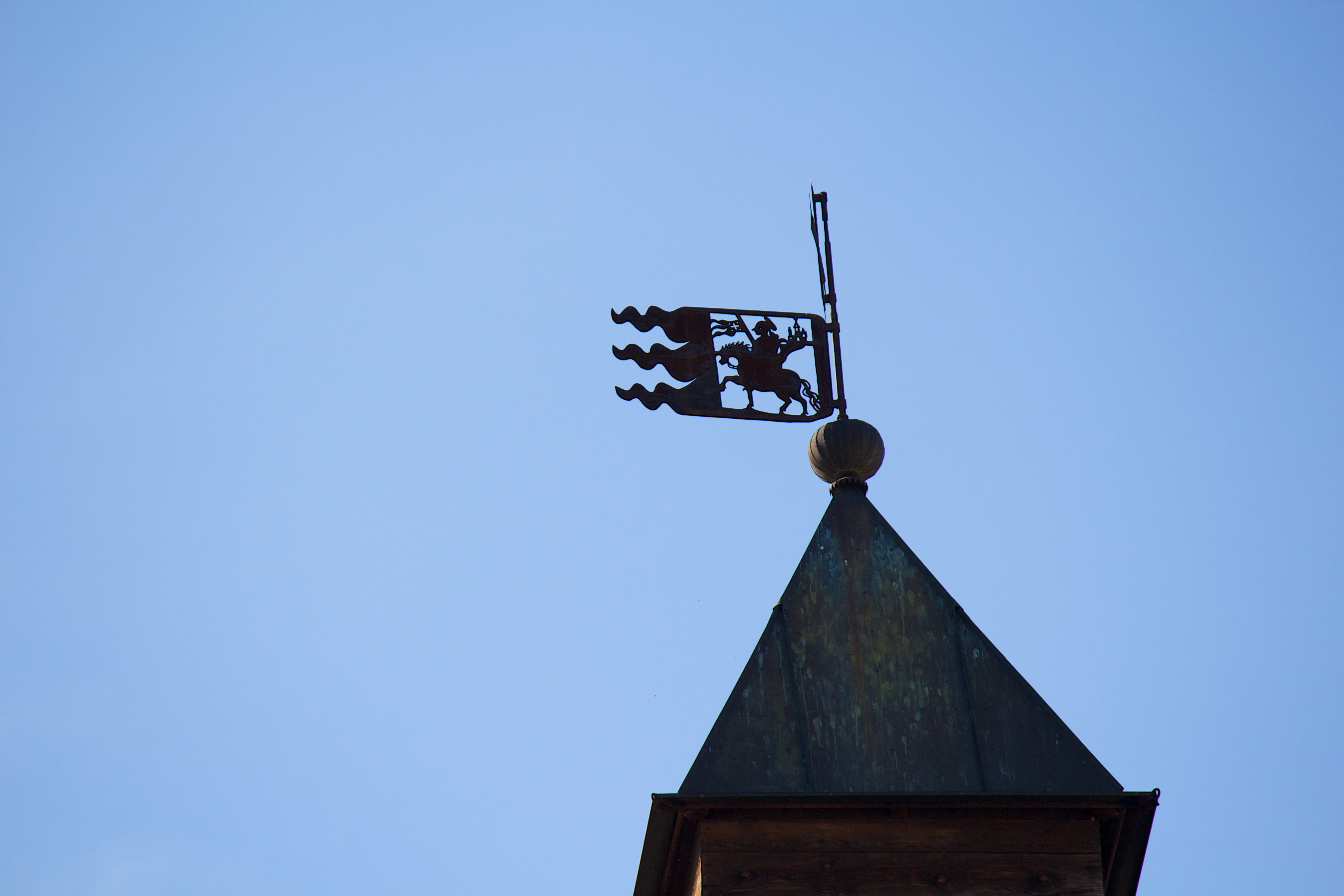
Il tetto - bandierino con immagine di San Secondo.
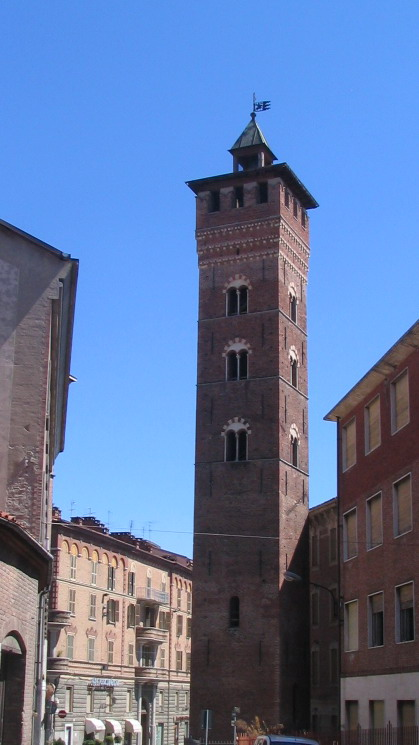
Altra veduta